# John Everett Millais

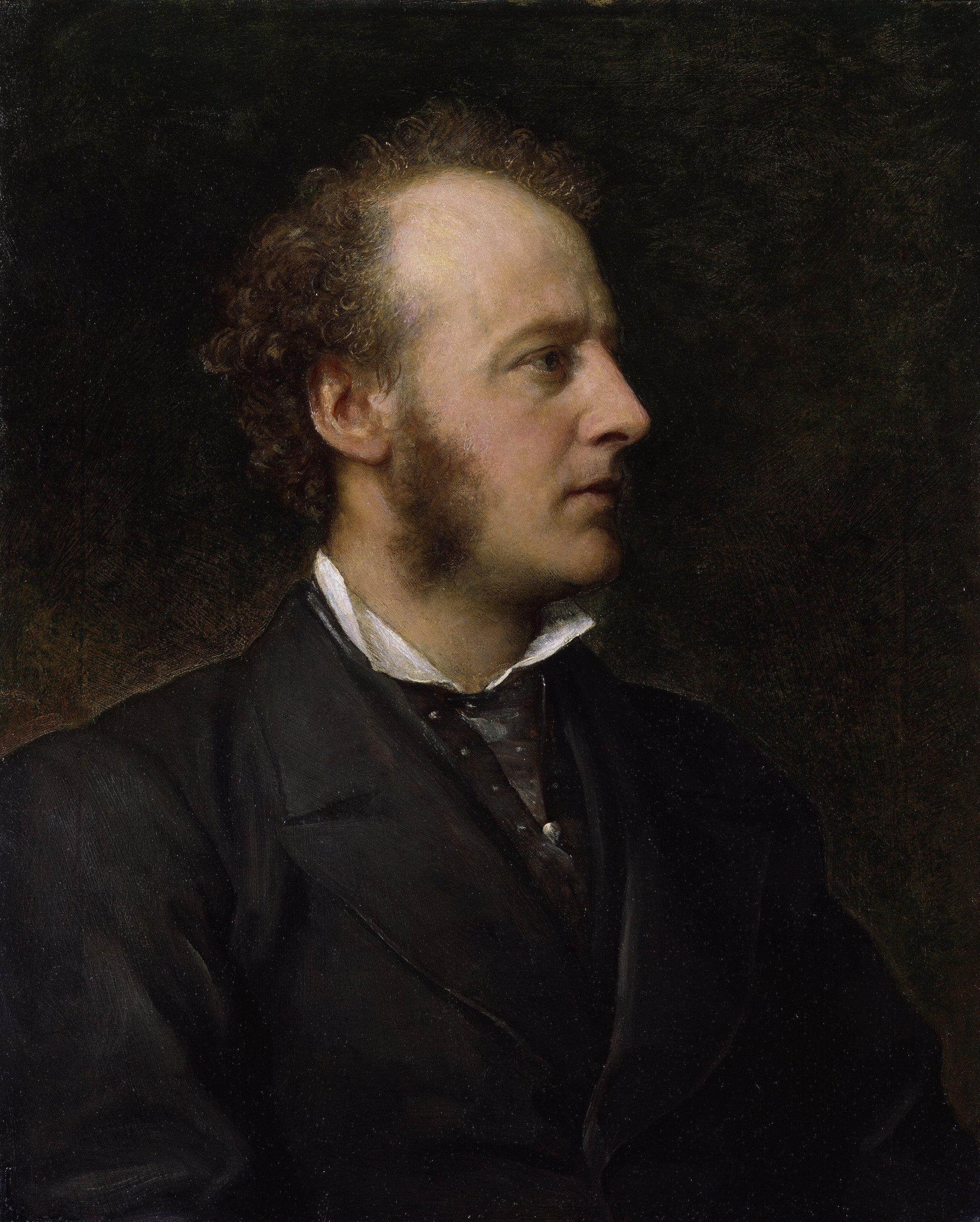
John Everett Millais door George Frederic Watts

John Everett Millais (Southampton, 8 juni 1829 - Londen, 13 augustus 1896) was een Britse schilder en tekenaar. Hij was een van de oprichters van de Pre-Raphaelite Brotherhood. Millais was tijdens zijn leven een van de meest succesvolle schilders van het Victoriaanse Groot-Brittannië.

## Leven
Millais stamde af van een oude familie uit Jersey. Hij was het derde kind van John William Millais en Mary Emily Hodgkinson. In 1840 werd Millais reeds op elfjarige leeftijd toegelaten op de Royal Academy of Arts Schools. Hij was de jongste leerling ooit op de RA Schools. Aldaar kwam hij in contact met Dante Gabriel Rossetti en William Holman Hunt. Met hen vormde hij in 1848 de Pre-Raphaelite Brotherhood. 
Andere leden van de Pre-Raphaelite Brotherhood waren William Michael Rossetti, Frederic George Stephens, James Collinson en Thomas Woolner.
De Prerafaëlieten hadden in de kunstcriticus John Ruskin (1819-1900) een belangrijke voorvechter. Millais kwam in contact met de vrouw van Ruskin, Effie Gray. Het huwelijk tussen John en Effie Ruskin was notoir slecht. Millais en Effie kregen in 1853 een verhouding. In 1854 verliet Effie haar echtgenoot en vervolgens werd hun huwelijk nietig verklaard. Een jaar later (1855) trouwden Millais en Effie. Zij kregen acht kinderen.
De carrière van Millais was maatschappelijk uiterst succesvol. In 1853 werd hij verkozen als Associate of the Royal Academy of Arts. Millais exposeerde op Wereldtentoonstellingen in Londen en Parijs, ontving het Legion d'honneur (1878), een eredoctoraat in Oxford (1880) en werd in 1885 als eerste Britse kunstenaar tot baronet verheven. In 1896 volgde Millais Frederic Leighton als President van de Royal Academy op. Een aantal maanden later overleed Millais als gevolg van keelkanker. Hij werd begraven in de St Paul's Cathedral.

## Werk
Millais begon zijn carrière in de Pre-Raphaelite Brotherhood. Belangrijke werken uit die tijd zijn Christ in the House of His Parents ("Christus in het huis van zijn ouders") uit 1850, bekritiseerd omdat het de Heilige Familie laat zien als hardwerkende mensen onder erbarmelijke omstandigheden. Millais trok zich de kritiek aan en zou voortaan kiezen voor minder controversiële onderwerpen. Meer lof kreeg hij voor zijn Ophelia uit 1852, geïnspireerd op het gelijknamige personage uit Hamlet van William Shakespeare, met Elizabeth Siddal als model.
Na zijn huwelijk in 1855 hanteerde Millais een toegankelijker stijl, die door sommige critici (en oude voorvechters van de PRB) als Ruskin en Morris slecht werd ontvangen. Zij beschouwden de nieuwe stijl van Millais  als een catastrofale uitverkoop van talent. Het publiek van Millais omarmde de nieuwe stijl echter enthousiast en zijn portretten (Disraeli, Gladstone, Tennyson en Lillie Langtry), historie-schilderijen (The Boyhood of Raleigh, The Northwest Passage) en (Schotse) landschappen (October Chill) vonden een brede waardering. Millais was eveneens een succesvol illustrator.

## Galerij

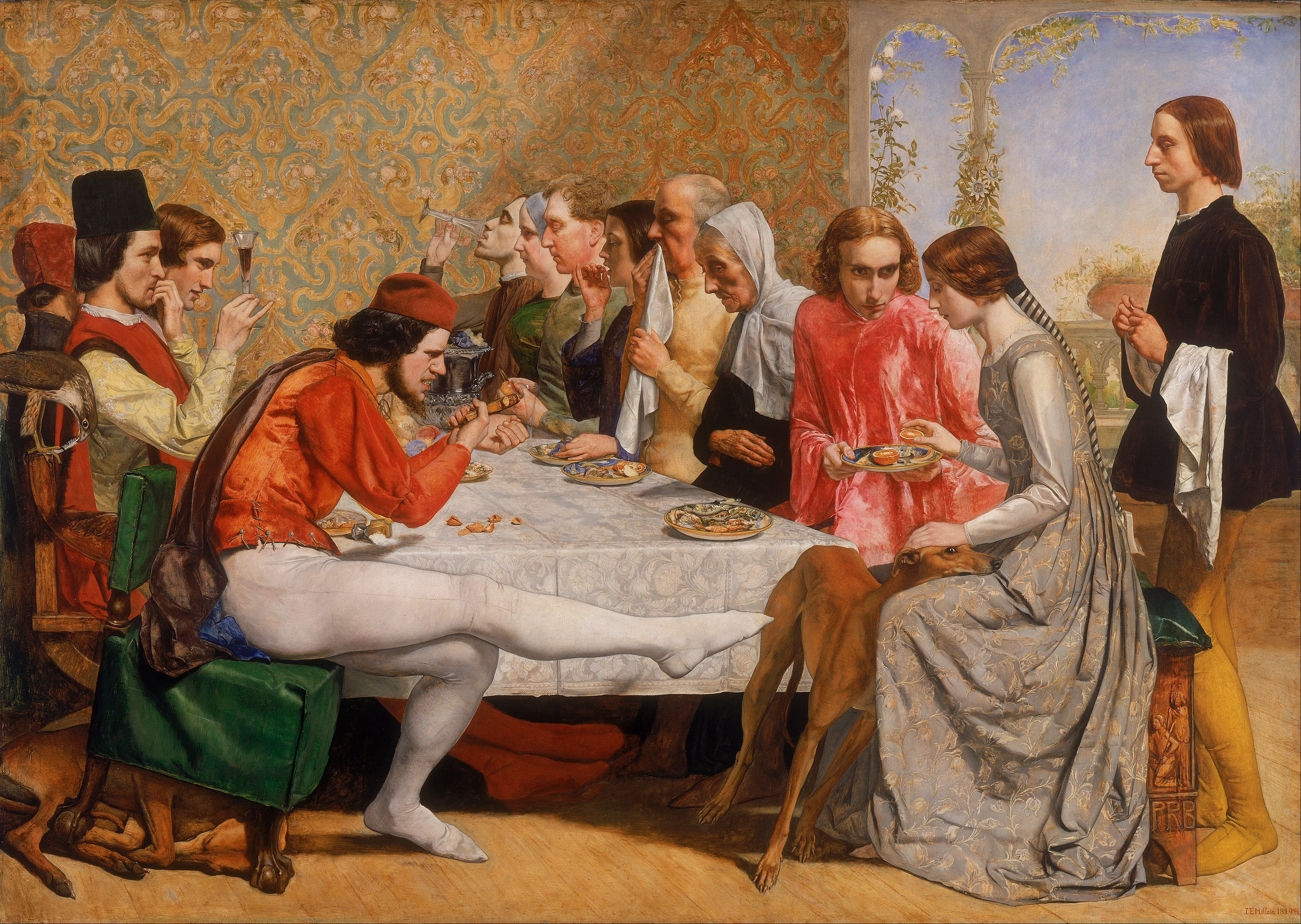
Isabella, 1849
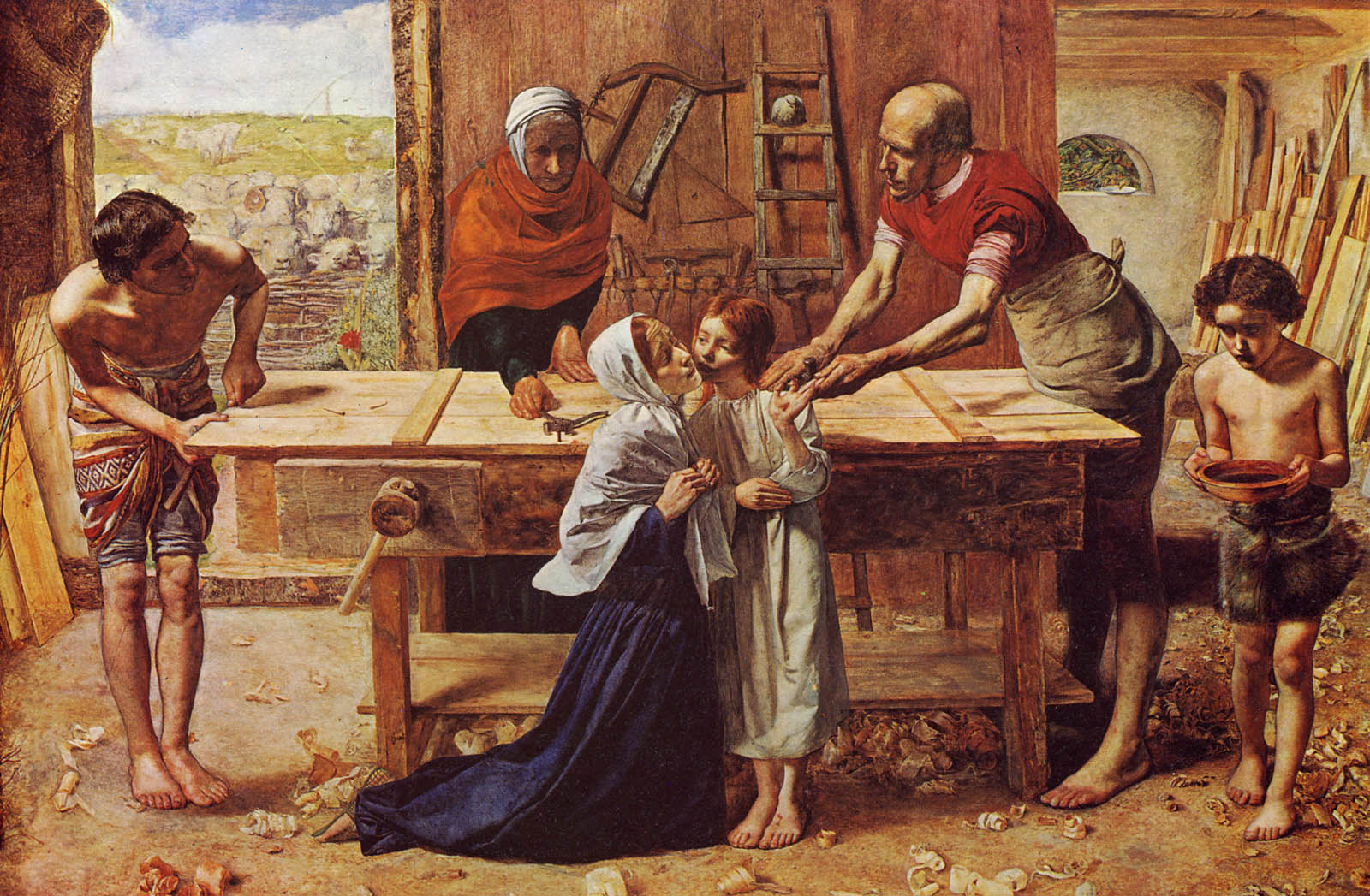
Christ in the House of his Parents, 1850
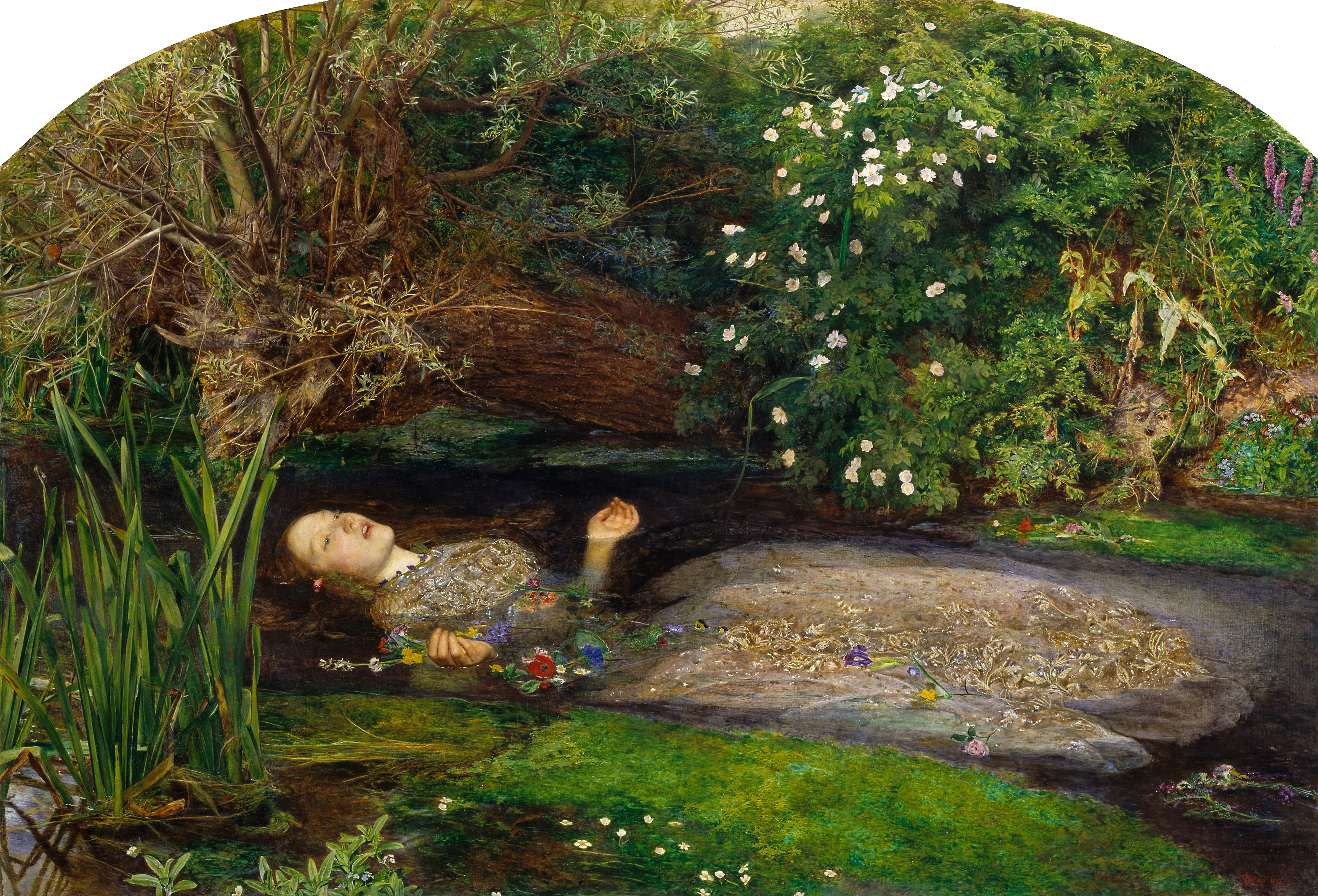
Ophelia, 1851-1852
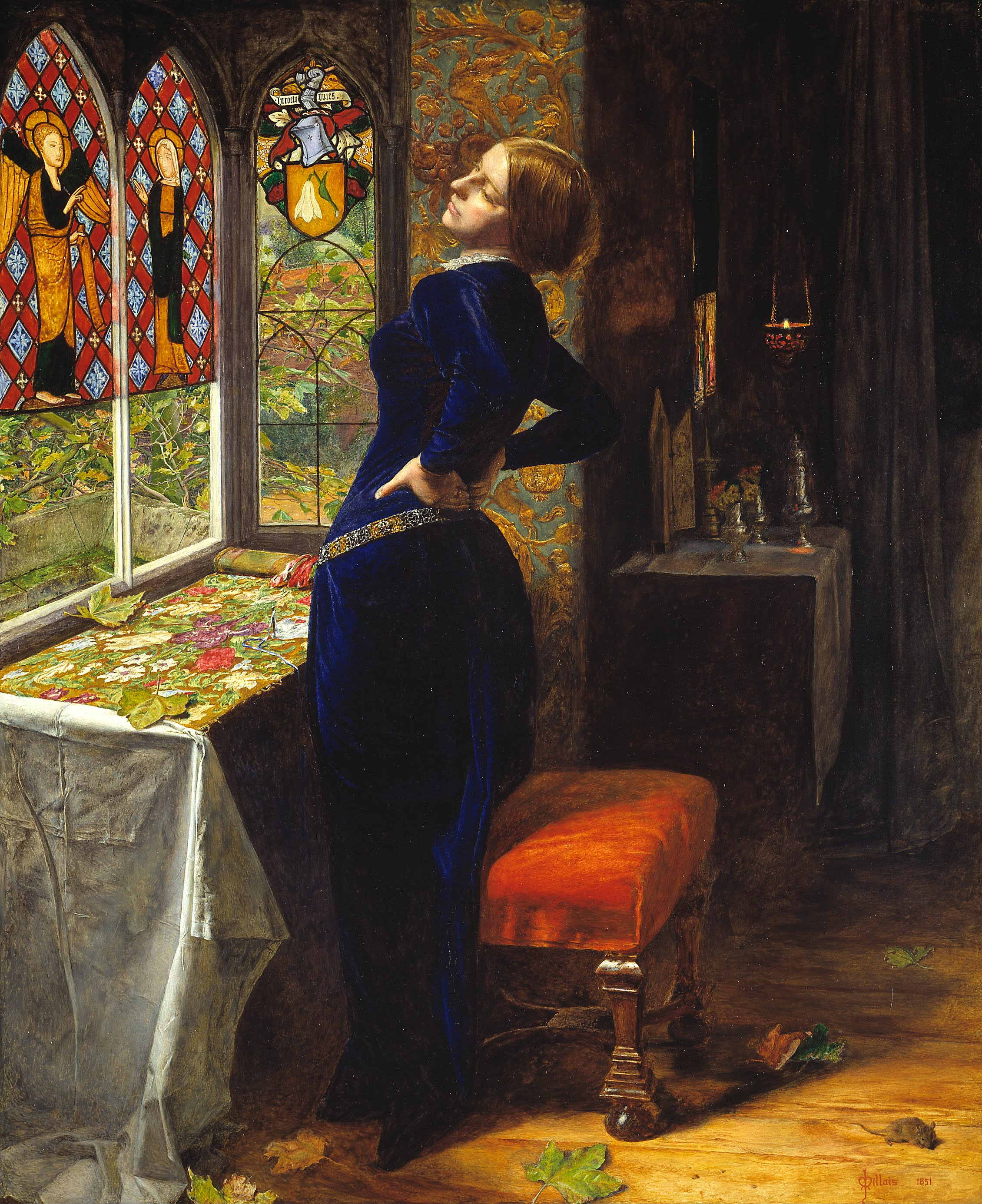
Mariana, 1851
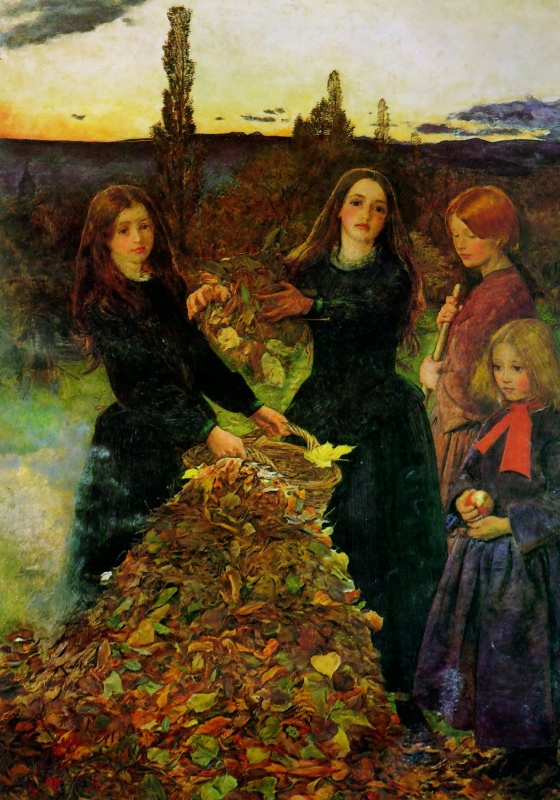
Autumn Leaves, 1856
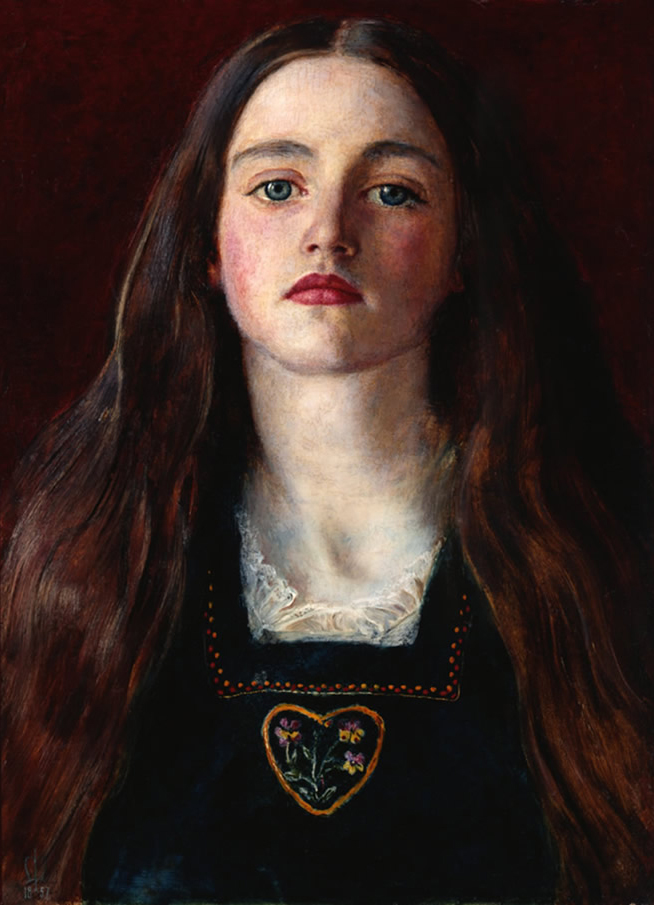
Sophy Gray, 1857
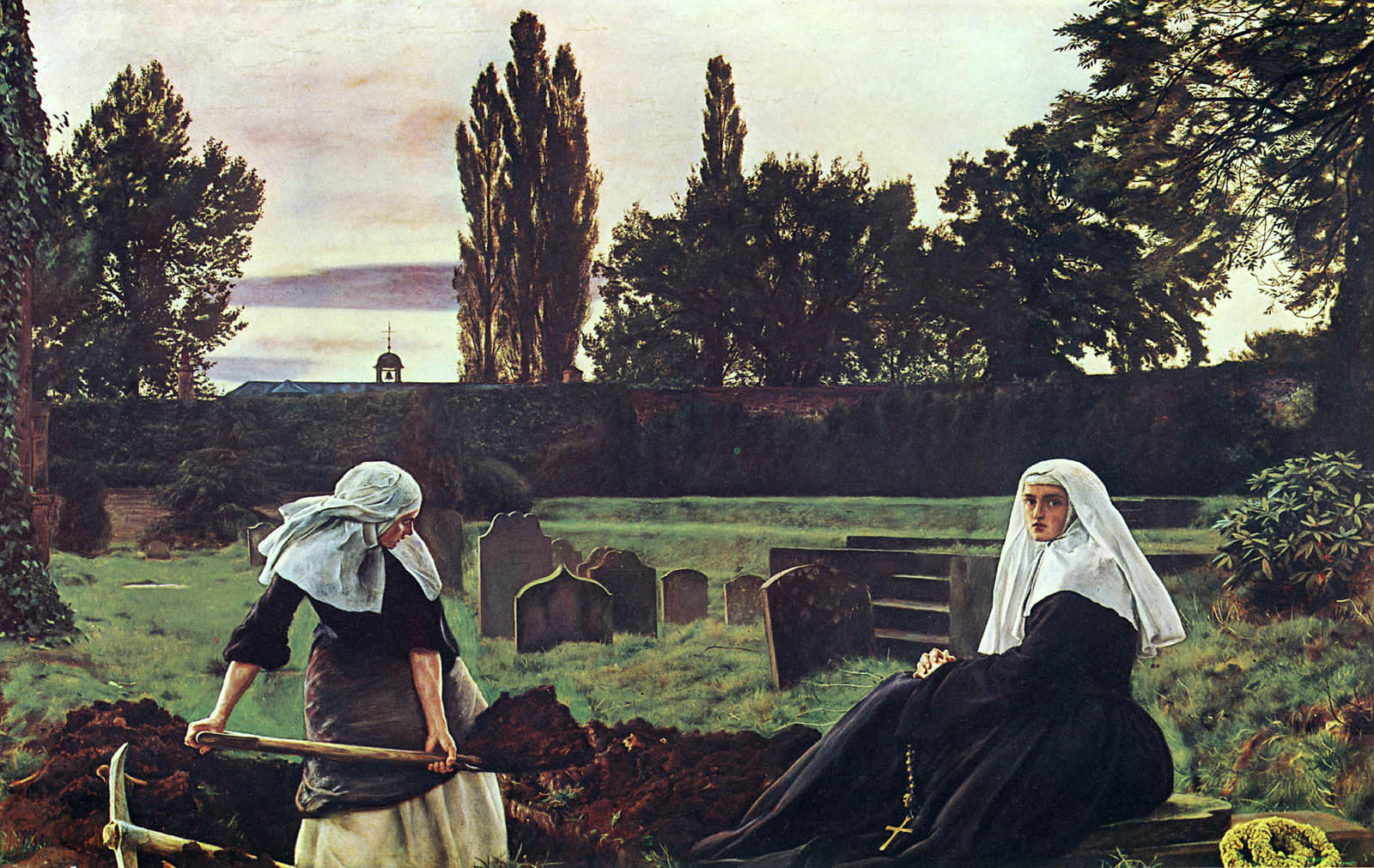
The Vale of Rest, 1859
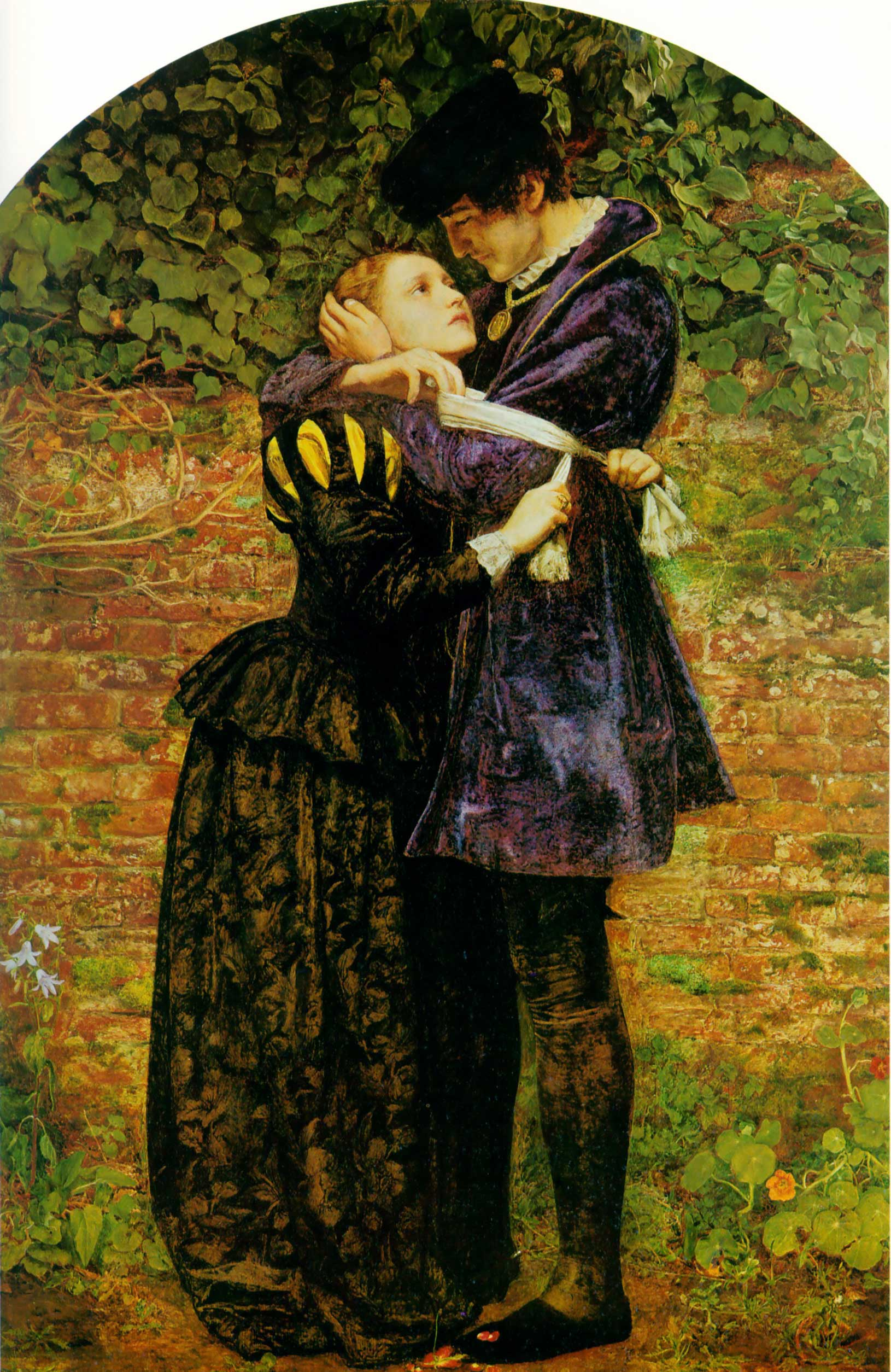
A Huguenot, 1852
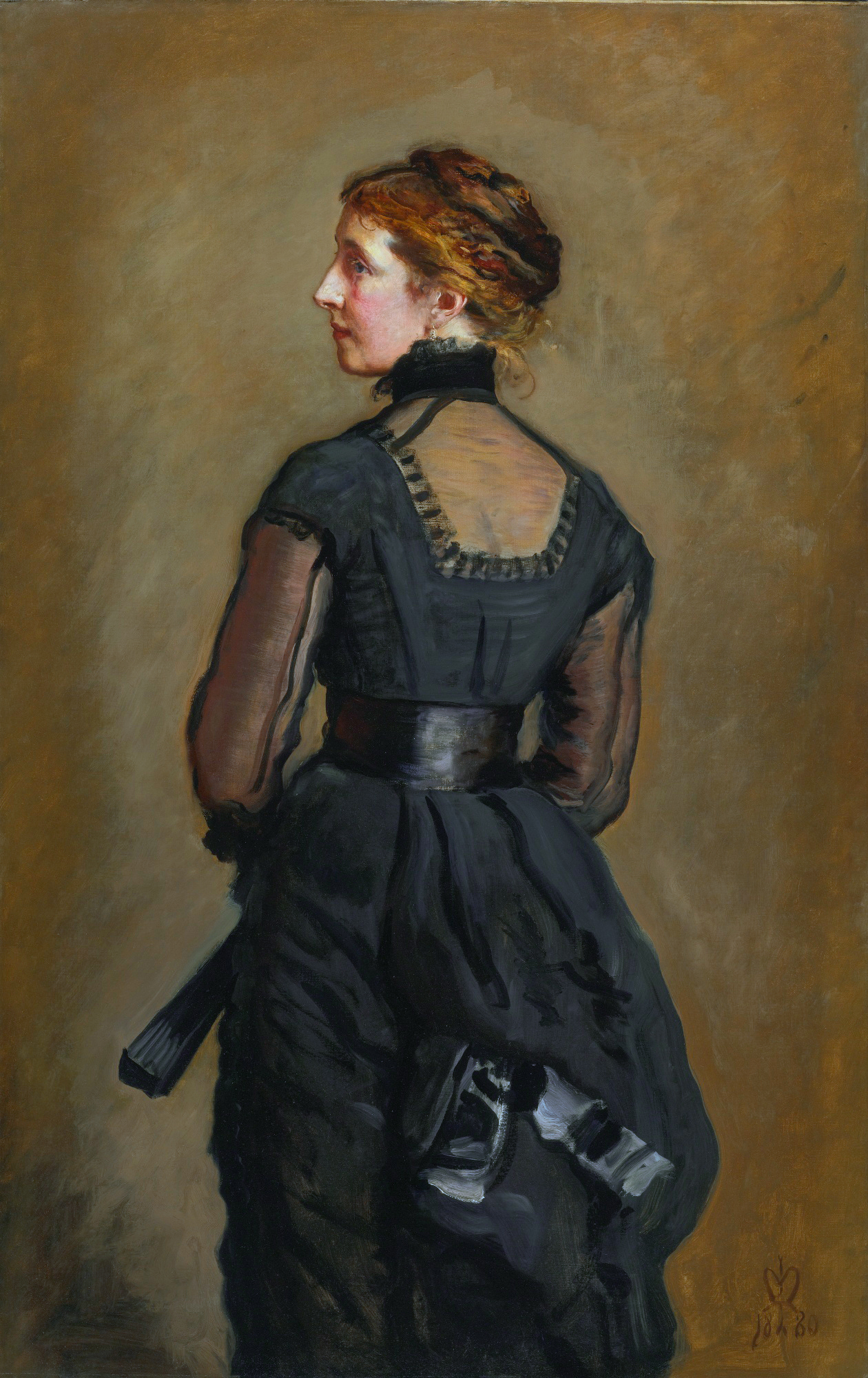
Kate Perugini, 1880
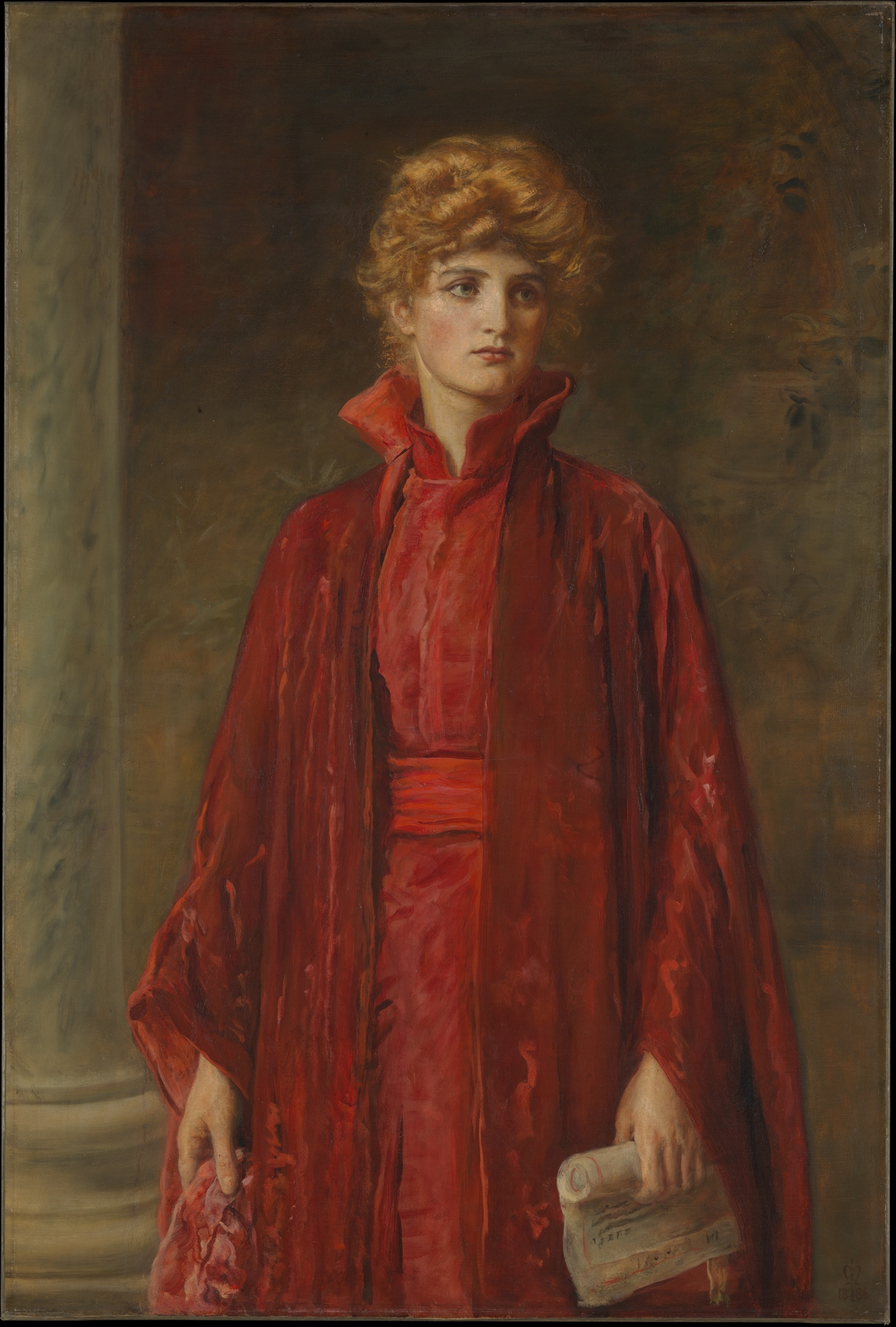
Portia, 1886